# المراشدة
قرية المراشدة هي إحدى القرى التابعة لمركز الوقف في محافظة قنا في جمهورية مصر العربية. حسب إحصاءات سنة 2006، بلغ إجمالي السكان في المراشدة 21926 نسمة، منهم 11269 رجل و10657 امرأة.